# Borgerkrigen i Sri Lanka
Borgerkrigen i Sri Lanka var en væbnet konflikt mellem de Tamilske Tigre (LTTE) og regeringen i Sri Lanka. Borgerkrigen brød ud 23. juli 1983 og varede indtil regeringen havde besejret Tigrene den 18. maj 2009,idet kampene i den mellemliggende periode havde været fundet sted med større eller mindre intensitet og i perioder havde ligget stille.
Krigens årsag var de Tamilske Tigres krav om en uafhængig tamilsk stat kaldet Tamil Eelam i den nordøstlige del af øen. Krigen havde store negative konsekvenser for landets befolkning, økonomi og miljø. Det menes, at mere end 75.000 mennesker blev dræbt i forbindelse med krigshandlinger. På grund af Tigrenes militære fremgangsmåde er organisationen blevet udnævnt til terrororganisation af 32 nationer, herunder USA og landene i EU.
Krigens afslutning kom som følge af en optrapning af regeringens militære indsats, og sejren blev proklameret i forbindelse med meddelelsen om, at Tigrenes leder, Velupillai Prabhakaran, og hans søn, Charles Anthony, var blevet dræbt med kort mellemrum.

## Årsag og optakt
Roden til denne konflikt findes i det britiske kolonistyre, mens landet var kendt som Ceylon. En nationalistisk politisk bevægelse blandt singaleserne bredte sig i begyndelsen af det 20. århundrede med et mål om selvstændighed for landet. Dette blev imødekommet af briterne, så landet blev selvstændigt i 1948. Imidlertid opstod der i kølvandet på dette stridigheder mellem singaleserne og tamilerne om magten i landet.
Premierminister S.W.R.D. Bandaranaike satte for alvor skub i uenighederne med gennemførelsen af en lov, der gjorde singalesisk til det eneste officielle sprog i landet. Dette skabte gennem tiden større og større utilfredshed blandt tamilerne, der udgør omkring 30% af landets befolkning. Lokale opstande sammen med dannelsen af partiet Tamilske Forenede Frihedsfront (Tamile United Liberty Front, forkortet TUFL) i 1977 førte til en polarisering af holdningerne.
TUFL støttede bevæbnede aktioner udført af unge tamiler. De var del af de store efterkrigsårgange, og en række unge mennesker i begge befolkningsgrupper følte sig mere og mere tiltrukket af holdninger med racistiske og voldelige, revolutionære elementer. Ved valget i 1977 vandt det store singalesiske parti, Forenede Nationale Parti (United National Party), mens TUFL blev det store oppositionsparti. UNP gik med til at give tamilerne bedre uddannelsesmuligheder, men det var ikke nok for de radikale elementer i denne befolkningsgruppe, og TUFL mistede kontrollen over en stor gruppe, der utålmodigt forventede en selvstændig tamilsk nation.

## Borgerkrigens udbrud
Med de manglende politiske resultater begyndte mange unge tamiler i nord og øst at danne militante grupper, der ikke lod sig styre af TUFL-ledelsen i Colombo. Den mest markante af disse grupper var Frihedstigrene for Tamilsk Eelam (Liberation Tigers of Tamile Eelam, LTTE) eller blot de Tamilske Tigre. Blandt gruppens første aktioner var angreb på statsinstitutioner, specielt politifolk, samt moderate tamilske politikere. En af gruppens første aktioner (før den formelt blev oprettet) var snigmordet på borgmesteren i Jaffna i 1975. Angrebsmåden var typisk for mange af gruppens første aktioner. Således blev et tamilsk parlamentsmedlem snigmyrdet i 1977 af Velupillai Prabhakaran, leder af gruppen, personligt.
23. juli 1983 markerede en markant udvidelse af det, der indtil da primært havde haft karakter af nålestiksaktioner. Denne dag angreb Tigrene militære mål i det nordlige Sri Lanka med 13 omkomne militærfolk som resultat. Det blev for meget for singalesiske grupper, der som hævn organiserede pogromer og massakrer på tamiler i Colombo og andre steder i landet, hvorunder et sted mellem 400 og 3.000 tamiler omkom.
Herefter var krigen i gang, i stort omfang i form af angreb på civilbefolkningen. I begyndelsen var der mange andre tamilske grupper sammen med Tigrene, men denne gruppe var meget opsat på at samle grupperne i én bevægelse, og med sine meget voldsomme og markante angreb i begyndelsen af krigen, blandt andet massakren på 146 civile i Anuradhapura i 1985, lykkedes samlingsbestræbelserne efterhånden for Tigrene. Der var dog også nogle af grupperne, der holdt sig udenfor, og enten bevægede sig i en mere politisk retning eller gik over til singalesernes side og derved fungerede på paramilitære vilkår.
I 1985 forsøgte man sig med fredsforhandlinger mellem Tigrene og regeringen, men de brød snart sammen, og den srilankanske hær fik presset Tigrene mod nord og øst, så der på den måde opstod en nogenlunde fast front. Men i foråret 1987 eskalerede konflikten yderligere med en række blodige aktioner fra begge sider. En militæraktion søgte at opnå kontrollen over Jaffna-halvøen, og dette var den første offensive aktion fra srilankansk militær siden uafhængigheden i 1948. Aktionen blev en succes, og Tigrenes ledere undslap kun med nød og næppe fra at blive fanget i den forbindelse.
Et nyt element i konflikten blev introduceret i sommeren 1987, hvor et tamilsk selvmordsangreb blev gennemført, idet et Tiger-medlem kørte en bombearmeret varevogn ind i en militærlejr og ved udløsningen af bomben dræbte et større antal soldater. Efterfølgende har Tigrene gennemført omkring 170 andre selvmordsangreb, hvilket er flere, end nogen anden organisation i hele verden har foretaget. Men også regeringsstøttede angreb og massakrer fandt sted i denne periode af krigen.

## Fodnoter
1. 1 2 3  Lea Wind-Friis (18. maj 2009). "26 års bitter krig er slut". politiken.dk.
2. ↑  Frances Harrison (23. juli 2003). "Twenty years on - riots that led to war". bbc.co.uk.

- Wikimedia Commons har flere filer relateret til Borgerkrigen i Sri Lanka